# Saropogon perniger
Saropogon perniger là một loài ruồi trong họ Asilidae. Saropogon perniger được Schiner miêu tả năm 1868.